# (38839) 2000 SU32
2000 SU32 (asteroide 38839) é um asteroide da cintura principal. Possui uma excentricidade de 0.09568460 e uma inclinação de 2.77987º.
Este asteroide foi descoberto no dia 24 de setembro de 2000 por LINEAR em Socorro.